# Sándorfi Kamill
Sándorfi Kamill, 1931-től Sándorfy (Veszprém, 1880. április 6. – Budapest, 1953. július 26.) jogi szakíró, kúriai bíró, egyetemi tanár. Sándorfy Kamill vegyész apja.

## Élete
Dr. Sándorfi (Fürst) Miksa (1848–1922) megyei járásorvos, egészségügyi tanácsos és Weisz Karolina (1850–1934) fia. Középiskolai tanulmányait szülővárosában, a veszprémi katolikus gimnáziumban végezte. A budapesti egyetemen 1905-ben ügyvédi oklevelet szerzett. Először 1903-ban, vidéken lépett igazságügyi szolgálatba. 1913-tól Budapesten járásbíróként működött, majd az Igazságügyminisztérium munkatársa lett. 1921-től ítélőtáblai-, majd 1931-tól kúriai bíró, s végül 1945-től kúriai tanácselnök. 1925-től a budapesti egyetem magántanára. Szakíróként elsősorban kereskedelmi és közlekedési joggal foglalkozott, több döntvénytárat szerkesztett és számos kommentárt írt. 1945 után a világháborúban eltűntek holttá nyilvánítására vonatkozó jogszabályok, valamint a szovjet követelések és tartozások jogi kérdéseivel foglalkozott. 1949-ben nyugalomba vonult. Halálát agyvérzés okozta.

## Magánélete
Felesége Fényes Piroska (1891–1968) volt, dr. Fényes Vilmos ügyvéd és Bródy Gizella lánya, akivel 1913. június 29-én az ungvári neológ zsinagógában kötött házasságot.
Gyermekei
- Sándorfy Marianna (1918–1946),[13] férjezett dr. Takács Endre Győzőné.
- Sándorfy Kamill (1920–2006) kémikus, egyetemi tanár.

## Művei
- A munkaügyi bíráskodás (Budapest, 1919)
- A légi közlekedés jogszabályai (Budapest, 1922)
- A részvényjog bírói gyakorlata 1876–1933 (Budapest, 1935)
- Törvényalkotásunk hőskora. Az 1825–1848. évi reformkorszak törvényeinek története. (Budapest, 1936, második kiadás)
- Székely örökség (Budapest, 1941)